# Make It Up as I Go
Make It Up as I Go è un singolo del rapper statunitense Mike Shinoda, pubblicato il 28 agosto 2018 come quinto estratto dal primo album in studio Post Traumatic.

## Descrizione
Undicesima traccia dell'album, il brano è nato durante le sessioni di registrazione del settimo album dei Linkin Park, One More Light, ed era originariamente una ballad. Durante le sessioni di registrazione di Post Traumatic, Shinoda lo ha rivisitato modificandone il tempo, mentre il ritornello, cantato da K.Flay, è rimasto immutato.
Oltre a Shinoda e K.Flay, tra gli autori del brano figura anche Brad Delson, chitarrista dei Linkin Park.

## Promozione
Il singolo è stato presentato per la prima volta da Shinoda e da K.Flay presso l'Amoeba Music di Los Angeles in occasione della presentazione di Post Traumatic. Da allora è stato una costante per tutte le tappe della tournée tenuta dal rapper nel corso dell'anno.
Il 1º novembre 2018 il brano è stato eseguito durante l'apparizione di Shinoda al The Late Late Show with James Corden.

## Video musicale
Il video, diretto da Antoni Sendra e da lui animato insieme a Luis Llácer, è stato pubblicato il 20 settembre 2018 attraverso il canale YouTube di Shinoda e alterna scene di quest'ultimo e K.Flay cantare il brano con altre in cui viene mostrata una giovane coppia.

## Formazione
Hanno partecipato alle registrazioni, secondo le note di copertina di Post Traumatic:
- Mike Shinoda – voce, strumentazione, produzione
- K.Flay – voce aggiuntiva
- Manny Marroquin – missaggio
- Ethan Mates – montaggio aggiuntivo
- Josh Newell – montaggio aggiuntivo
- Michelle Mancini – mastering

## Classifiche
| Classifica (2018/19)      | Posizione massima |
| ------------------------- | ----------------- |
| Stati Uniti (alternative) | 21                |
| Stati Uniti (rock)        | 45                |